# Distribució discreta de Weibull
En la teoria de probabilitat i estadística, la distribució discreta de Weibull és la variant discreta de la distribució de Weibull. Va ser descrit per primera vegada per Nakagawa i Osaki el 1975.

## Paràmetres alternatius
En el document original de Nakagawa i Osaki es va utilitzar la parametrització {\displaystyle q=e^{-\alpha ^{-\beta }}} convertint el cmf {\displaystyle 1-q^{(x+1)^{\beta }}} en {\displaystyle q\in (0,1)}. Fent {\displaystyle \beta =1} fa aparent la relació amb la distribució geomètrica.

## Transformació localització-escala
La distribució contínua de Weibull té una estreta relació amb la distribució de Gumbel que és fàcil de veure quan es torna a convertir la variable. Es pot fer una transformació similar amb la distribució discreta de Weibull.
Definim {\displaystyle e^{Y}-1=X} on (de forma no convencional) {\displaystyle Y=\log(X+1)\in \{\log(1),\log(2),\ldots \}} i definim els paràmetres {\displaystyle \mu =\log(\alpha )} i {\displaystyle \sigma ={\frac {1}{\beta }}}. Per substitució de {\displaystyle x} al cmf:
{\displaystyle \Pr(X\leq x)=\Pr(X\leq e^{y}-1).}
Veiem que obtenim una parametrització d'escala local:
{\displaystyle =1-\exp \left[-\left({\frac {x+1}{\alpha }}\right)^{\beta }\right]=1-\exp \left[-\left({\frac {e^{y}}{e^{\mu }}}\right)^{\frac {1}{\sigma }}\right]=1-\exp \left[-\exp \left[{\frac {y-\mu }{\sigma }}\right]\right]}
que en la configuració d'estimacions té molt sentit. Això obre la possibilitat de regressió amb marcs desenvolupats per a la regressió de Weibull i la teoria de valor extrem.